# Technorati
Technorati — американская компания в области веб-сервисов и программного обеспечения. Наибольшую известность получила благодаря своей поисковой машине.

## Название компании
Название компании образовано из двух слов — technological и literati, буквально переводимого как «учёные; литераторы; писатели; образованные люди; интеллектуалы; эрудиты; литературный бомонд». От близкого по значению intellectual слово literati отличается тем, что не несёт в себе историко-социального наследия, literati — это просто образованные люди, не перегруженные «интеллигентскими» проблемами.

## История
Компания была образована в 2002 году Дэйвом Сайфри, известным предпринимателем в области программного обеспечения, основателем компании Sputnik, членом совета директоров некоммерческой ассоциации Linux International. Первым продуктом компании стала поисковая машина для англоязычных блогов.
Когда в сентябре 2005 года стартовал проект Google Blog Search и оказалось возможным провести сравнительные испытания, то обнаружилось, что поиск Technorati не только не уступает, а по оперативности обновления — и превосходит машину Google. Но серверные мощности Google несопоставимы с аппаратным ресурсом Technorati с её 30 сотрудниками, поэтому по скорости она уступает.
В 2006 году компания получила премию Webby.